# Le Trésor (film, 2015)
Pour les articles homonymes, voir Le Trésor.
Pour plus de détails, voir Fiche technique et Distribution.
Le Trésor (Comoara) est un film roumain, sorti en 2015. Il fait partie de la sélection Un certain regard au Festival de Cannes 2015, il y remporte le Prix Un Certain Talent.

## Synopsis
À Bucarest, Costi est un jeune père de famille accompli. Le soir, il aime lire les aventures de Robin des Bois à son fils de 6 ans pour l'aider à s’endormir. Un jour, son voisin lui confie qu'il est certain qu'un trésor est enterré dans le jardin de ses grands-parents ! Et si Costi accepte de louer un détecteur de métaux et de l'accompagner pendant une journée, il serait prêt à partager le butin avec lui. D'abord sceptique, et en dépit de tous les obstacles, Costi se laisse finalement entraîner dans l'aventure…

## Fiche technique
- Titre original : Comoara
- Titre français : Le Trésor
- Réalisation : Corneliu Porumboiu
- Scénario : Corneliu Porumboiu
- Pays d'origine : Roumanie
- Format : Couleurs - 35 mm - 2,35:1 - Dolby
- Genre : comédie
- Durée : 89 minutes
- Date de sortie :
  - 2015 :  France (Festival de Cannes 2015)

## Distribution
- Toma Cuzin : Costi
- Radu Banzaru : Vanzator
- Dan Chiriac : Lica
- Adrian Purcarescu : Adrian
- Florin Kevorkian : Sef Costi
- Cristina Toma : Raluca
- Clemence Valleteau : Emma Dumont
- Iulia Ciochina : Vanzatoare
- Corneliu Cozmei : Cornel
- Laurentiu Lazar : Petrescu
- Nicodim Toma : Alin
- Ana Maria Stegaru : Adrian jeune
- Ciprian Mistreanu : politicien n° 1
- Marius Coanda : politicien n° 2

## Distinction
- 2015 : Prix Un Certain Talent  de la sélection Un Certain Regard  au Festival de Cannes 2015.